# محمود کریمی سیبکی
محمود کریمی (زادهٔ ۱۹ اردیبهشت ۱۳۵۷) بازیکن سابق و مربی فوتبال اهل اصفهان ایران است.
نام کامل او محمود کریمی سیبکی است که به روستای پدری او سیبک اشاره دارد. (سیبک یک روستای گرجی نشین در شهرستان فریدون‌شهر است.)
او یکی از سرشناس‌ترین افراد زندهٔ گرجی ایرانی لست.
وی یکی از با تکنیک‌ترین بازیکنان تاریخ باشگاه سپاهان و لیگ برتر به حساب می‌آید. او پیراهن شماره ۱۳ سپاهان را بر تن می‌کرد. کریمی با ۱۱ گل، برترین گلزن سپاهان در مسابقات لیگ قهرمانان آسیا نیز می‌باشد. وی همچنین در فصل ۸۷-۱۳۸۶ لیگ برتر، برترین گلزن فصل سپاهان شد. کریمی سابقهٔ کاپیتانی در تیم فوتبال سپاهان را نیز دارد. 
پس از آن وی بین سال‌های ۱۳۸۸ تا ۱۳۹۳ به عنوان کمک مربی، در کنار سرمربیانی چون امیر قلعه‌نویی، لوکا بوناچیچ و زلاتکو کرانچار در باشگاه فوتبال سپاهان فعالیت می‌کرد. وی در سال ۱۳۹۶ برای دومین بار دستیار زلاتکو کرانچار در تیم سپاهان بود.
همچنین در سال ۱۳۹۹ تا ۱۴۰۱ به کادر فنی سپاهان با مربیگری محرم نویدکیا، به عنوان دستیار تیم اضافه شد.

## مصدومیت
در تاریخ ۳۰ فروردین ۱۳۸۷ از هفتهٔ بیست و هشتم مسابقات لیگ برتر ۸۷–۱۳۸۶ در ورزشگاه فولادشهر، برخورد شوت رسول میرطرقی بازیکن تیم مس کرمان به چشم چپ کریمی، باعث آسیب‌دیدگی برای او شد. کریمی پس از این آسیب‌دیدگی به مدت چند ماه از فوتبال دور بود و سپس به فوتبال بازگشت. کریمی نهایتاً در سال ۱۳۸۸ با توجه به آسیب‌دیدگی قبلی از ناحیهٔ چشم و اینکه ادامهٔ فوتبال برای وی خطرناک بود، رسماً از فوتبال خداحافظی کرد.

## دوران باشگاهی

### نیمه نهایی جام حذفی ۸۶–۱۳۸۵
یکی از به یاد ماندنی‌ترین بازی‌های او مربوط به مرحلهٔ نیمه نهایی ۸۶–۱۳۸۵ در تاریخ ۱۱ خرداد ۱۳۸۶ می‌باشد.
بازی بین دو تیم سپاهان و پرسپولیس که در ۹۰ دقیقه وقت معمول مسابقه با نتیجهٔ ۱-۱ به پایان رسید و کار به وقت‌های اضافه کشیده شد.
زمانی‌که محمود کریمی به عنوان یار تعویضی وارد میدان مسابقه شد، توانست در وقت اضافهٔ دوم و در کمتر از ۹ دقیقه، ۳ گل به ثمر برساند و هت‌تریک او باعث برد ۴-۱ سپاهان مقابل پرسپولیس در ورزشگاه آزادی و صعود سپاهان به فینال جام حذفی شد.

### کریمی در لیگ قهرمانان آسیا ۲۰۰۷
محمود کریمی یکی از چهره‌های تأثیرگذار در لیگ قهرمانان آسیا ۲۰۰۷ برای سپاهان بود. او سه گل در این مسابقات به ثمر رساند و بازی‌های خوبی از خود به نمایش گذاشت. کریمی توانست در مرحلهٔ نیمه نهایی (بازی رفت) ۲ گل در مقابل تیم الوحده امارات و در فینال (بازی رفت) یک گل در مقابل تیم اوراوا رد دایموندز به ثمر برساند.

### کریمی در جام باشگاه‌های جهان ۲۰۰۷
او در مسابقات جام باشگاه‌های جهان ۲۰۰۷ دو بازی انجام داد و در بازی دوم یک گل در مقابل تیم اوراوا رد دایموندز به ثمر رساند تا اولین و تنها گلزن ایرانی مسابقات جام باشگاه‌های جهان لقب بگیرد.

## افتخارات

### باشگاهی

#### سپاهان
- لیگ برتر خلیج فارس
  - قهرمان (۱): ۱۳۸۲–۱۳۸۱
  - نایب‌قهرمان (۱): ۱۳۸۷–۱۳۸۶
- جام حذفی ایران
  - قهرمان (۳): ۱۳۸۳–۱۳۸۲، ۱۳۸۵–۱۳۸۴، ۱۳۸۶–۱۳۸۵
- لیگ قهرمانان آسیا
  - نایب‌قهرمان (۱): ۲۰۰۷

تنها گلزن ایرانی تاریخ جام باشگاه‌های جهان